# Сиэтл/Такома

Схема Международного аэропорта Сиэтл/Такома

Международный аэропорт Сиэтл/Такома (англ. Seattle–Tacoma International Airport), (ИАТА: SEA, ИКАО: KSEA, FAA LID: SEA) — международный аэропорт, находящийся в черте города Ситак (штат Вашингтон, США) между крупными городами Сиэтл и Такома. Является крупнейшим коммерческим аэропортом штата Вашингтон.
Порт расположен на пересечении автодорог SR-99, SR-509 и SR-518, в 2,4 километрах к западу от автомагистрали I-5.
В 2009 году услугами аэропорта воспользовалось 31,3 миллионов человек, по показателю пассажирооборота в год Сиэтл/Такома вышел на 18-е место в списке самых загруженных коммерческих аэропортов Соединённых Штатов, заняв также 25-е место в мире по общему количеству взлётов и посадок воздушных судов в год и 19-е место по объёму грузооборота среди всех аэропортов мира.
Международный аэропорт Сиэтл/Такома является главным транзитным узлом (хабом) магистральной авиакомпании Alaska Airlines, штаб-квартира которой находится на территории аэропорта, и её дочернего перевозчика — региональной авиакомпании Horizon Air. В 2009 году в пятёрку крупнейших операторов Международного аэропорта Сиэтл/Такома вошли авиакомпании Alaska Airlines (34,2 %), Horizon Air (13,8 %), Southwest Airlines (8,9 %), United Airlines (7,0 %) и Northwest Airlines (6,4 %).

## История
Аэропорт Сиэтл/Такома был построен в 1944 году принадлежащей штату компанией Port of Seattle вскоре после того, как на время Второй мировой войны гражданский аэропорт Боинг-Филд перешёл во временное ведение Вооружённых сил США. На строительство объекта Управлением гражданской авиации был выделен один миллион долларов США, ещё сто тысяч долларов профинансировали власти города Такома. Аэропорт был открыт для коммерческих операций сразу после окончания Второй мировой войны, а первые регулярные рейсы появились в 1947 году. Спустя два года магистральная авиакомпания Northwest Airlines открыла первый регулярный маршрут за пределы США (беспосадочный рейс из Сиэтла в Токио), вследствие чего в официальное название аэропорта было добавлено слово «Международный». В 1959 году построено используемое в настоящее время здание пассажирского терминала. С наступлением эпохи реактивной авиации основная взлётно-посадочная полоса аэропорта реконструировалась дважды в 1959 и 1961 годах, причём оба раза её размеры удваивались, что дало возможность Международному аэропорту Сиэтл/Такома принимать дальнемагистральные реактивные лайнеры без каких-либо ограничений на размеры и массу воздушных судов. В 1966 году скандинавская авиакомпания Scandinavian Airlines System открыла первый беспосадочный маршрут из Сиэтла в Европу. Период с 1967 по 1973 годы ознаменовался существенным увеличением мощностей и модернизацией инфраструктуры аэропорта: построены самолётные ангары, вторая взлётно-посадочная полоса, возведены два смежных пассажирских терминала — сателлиты к главному зданию аэровокзального комплекса.
В начале 1970-х годов жители близлежащих населённых районов подали множество исков против управляющей компании Port of Seattle с жалобами на сильный шум, вибрацию, загазованность и другие проблемы, создаваемые деятельностью аэропорта. Руководство компании совместно со специалистами правительства округа Кинг в 1976 году разработали и приняли специальную программу, нацеленную на урегулирование вопросов и проблем, поднятых в гражданских исках. В течение следующих десяти лет Port of Seattle потратила более ста миллионов долларов США на приобретение жилых домов и здания школы, находившихся в непосредственной близкости от периметра аэропорта, а также на оборудование остальных гражданских объектов звукоизоляционными материалами. В середине 1980-х годов Международный аэропорт Сиэтл/Такома стал членом правительственной программы по снижению общего шума в аэропортах страны, инициированной в 1979 году Конгрессом США.
В 1978 году вступил в действие федеральный «Закон о дерегулировании авиакомпаний», согласно которому коммерческим авиакомпаниям США было разрешено самостоятельно и без разрешения правительства страны определять маршруты и тарифную политику на любых направлениях авиаперевозок, за исключением международных. После введения закона в действие присутствие региональных и магистральных авиакомпаний в Международном аэропорту Сиэтл/Такома существенным образом увеличилось, в частности, в порт пришла Trans World Airlines (TWA), занимавшая в то время четвёртое место среди всех авиаперевозчиков США по размеру флота и специализировавшаяся на дальнемагистральных направлениях.

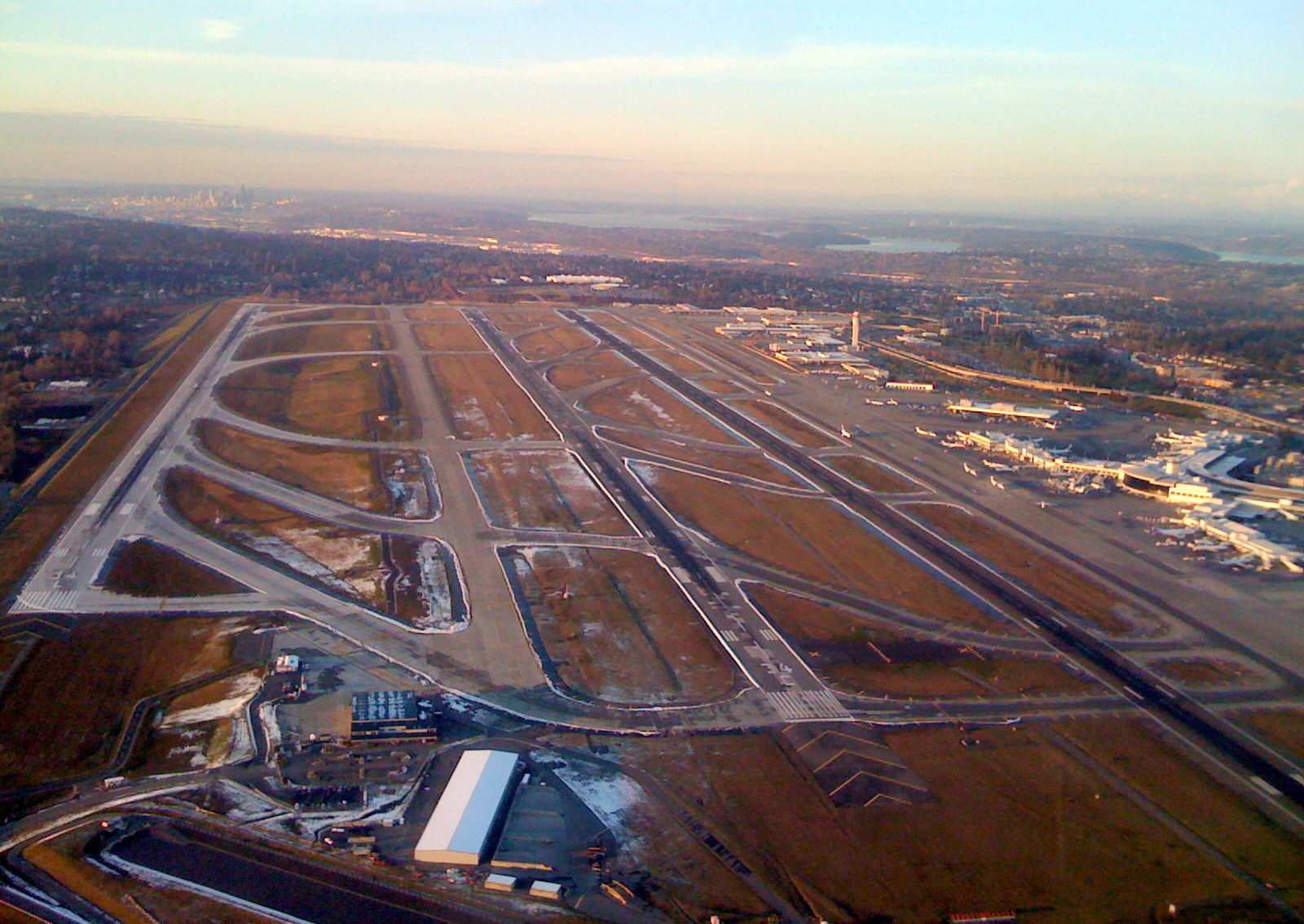
Международный аэропорт Сиэтл/Такома, вид с высоты птичьего полёта с южной части

После смерти сенатора Генри Джексона члены совета управляющей компании проголосовали за изменение официального названия аэропорта на «Международный аэропорт имени Генри Мартина Джексона», чтобы увековечить имя покойного политика. В ответ на эти планы общественность города Такома выразила своё массовое возмущение, утверждая, что власти второй раз в истории аэропорта пытаются удалить из его официального названия имя их города. Сто тысяч долларов, выделенные из бюджета Такомы на строительство воздушной гавани во время Второй мировой войны, утверждали они, давались в обмен на обещание властей включить имя города в название крупнейшего аэропорта штата Вашингтон. В 1984 году Port of Seattle пошёл на уступки жителей Такомы и официальное название аэропорта было возвращено к прежнему варианту.
В конце 1980-х годов совместная комиссия управляющей компании и органов местной власти пришла к выводу, что текущие мощности инфраструктуры Международного аэропорта Сиэтл/Такома подойдут к своему пределу уже к 2000-му году. В 1992 году комитет по планированию заявил о необходимости строительства в аэропорту третьей взлётно-посадочной полосы, либо пойти по пути создания ещё одного вспомогательного аэропорта на землях соседних округов штата как минимум с двумя ВПП. Против строительства третьей полосы выступила общественность, школьный округ Хайлайн и жители близлежащих городов Де-Мойн, Барьен, Федерал-Уэй, Тукуила и Норманди-Парк. Маркетинговые исследования в 1994 году показали отсутствие возможности строительства второго аэропорта по причине отсутствия необходимой свободной территории, и спустя два года управляющая компания утвердила план возведения третьей взлётно-посадочной полосы в Международном аэропорту Сиэтл/Такома, получив ряд судебных исков от противников этого варианта. Компания Port of Seattle заручилась всеми необходимыми разрешениями, согласилась на массовые мероприятия по уменьшению шумов, вступила в несколько программ по охране окружающей среды, однако протесты общественных организаций продолжались вплоть до 2004 года. Третья ВПП аэропорта была открыта 20 ноября 2008 года, общая стоимость работ по её возведению составила 1,1 млрд долларов США.

## Операционная деятельность

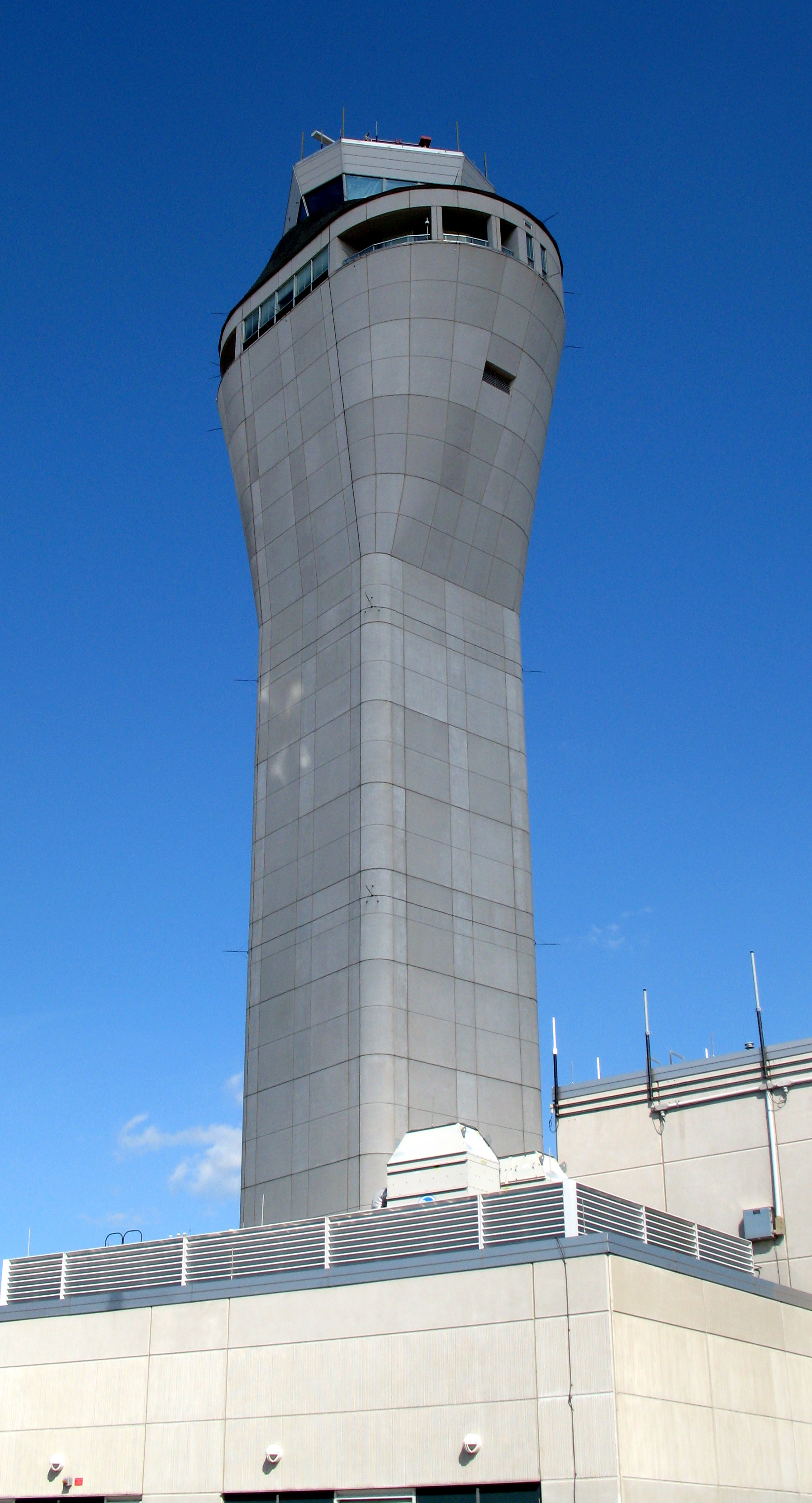
Вышка командно-диспетчерского пункта аэропорта

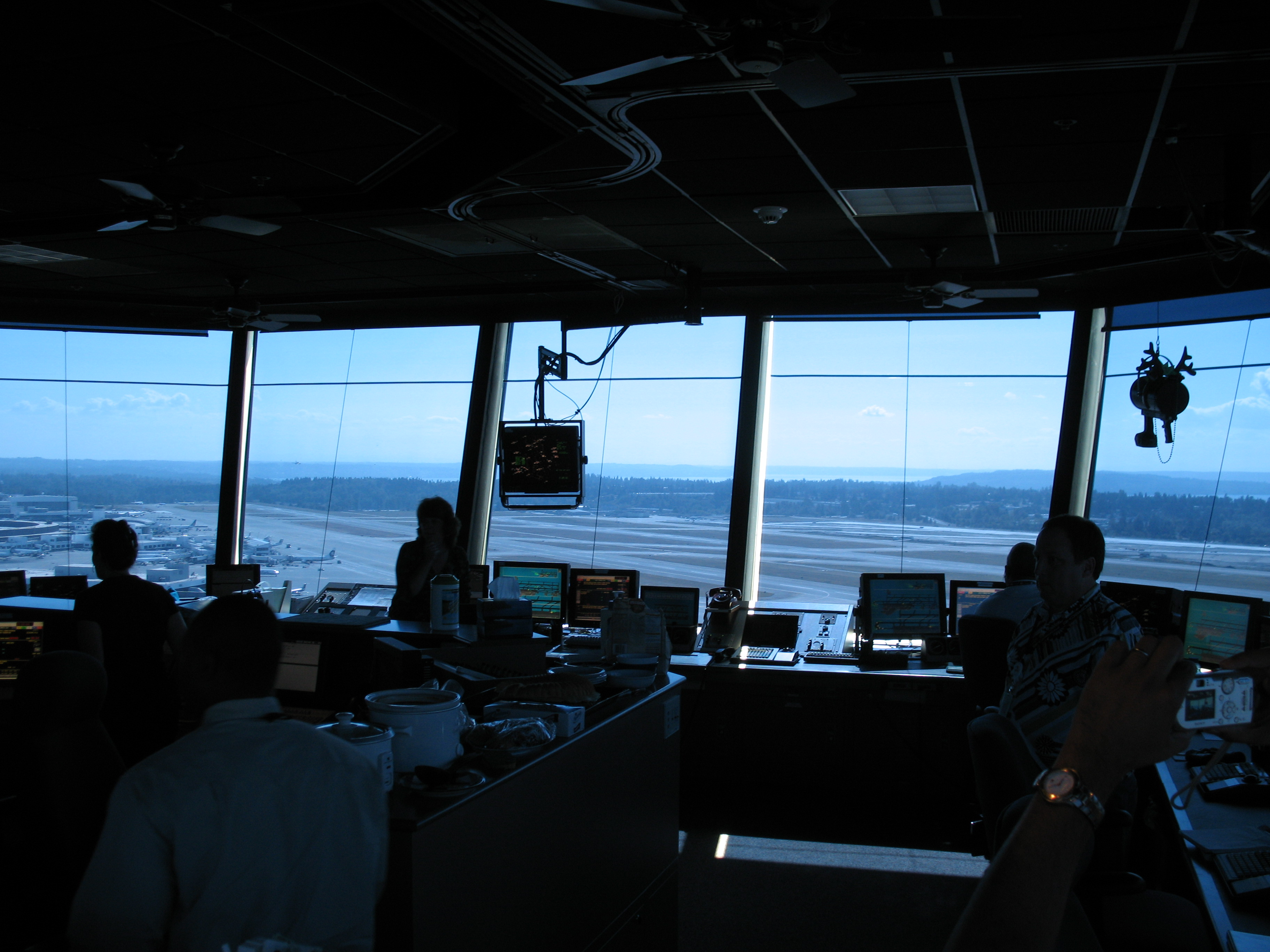
Внутри командно-диспетчерского пункта Международного аэропорта Сиэтл/Такома

Международный аэропорт Сиэтл/Такома эксплуатирует три параллельные взлётно-посадочные полосы, ориентированные почти точно с севера на юг, здания пассажирских терминалов при этом находятся на восточной стороне от ВПП. В среднем аэропорт обрабатывает 946 операций по взлётам и посадкам самолётов в сутки, 89 % из которых приходятся на коммерческую авиацию, 10 % составляют рейсы аэротакси 1 % занимают рейсы авиации общего назначения.
Строительство новой вышки командно-диспетчерского пункта аэропорта началось в 2001 года и закончено в ноябре 2004 года, общая стоимость работ при этом составила 26 млн долларов США. Диспетчерский зал КДП находится на высоте 71 метра над землёй, а общая высота вышки вместе с антеннами составляет 82 метра. Зал диспетчеров имеет площадь 79 квадратных метров и первоначально был рассчитан на десять с возможностью расширения до пятнадцати диспетчерских мест. Прежняя диспетчерская вышка, возведённая в 1950-х годах, в настоящее время находится на территории пассажирского терминала и используется для управления наземным движением в аэропорту (эта вышка была разрушена катастрофическим землетрясением 2001 года и впоследствии восстановлена).
Одной из регулярных проблем в деятельности аэропорта является неверное при заходе на посадку определение пилотами западной рулёжной дорожки «Танго» и принятие её за основную взлётно-посадочную полосу. Для предотвращения путаницы на северный конец «Танго» нанесён большой знак «Х», тем не менее, продолжают иметь место случаи посадок самолётов на рулёжную дорожку вместо ВПП. 27 августа 2009 Федеральное управление гражданской авиации США выпустило специальный бюллетень с требованием к пилотам принимать все меры предосторожности при заходе на посадку в Международный аэропорт Сиэтл/Такома с северного направления.

### Планируемые маршруты
После подписания Соглашения об открытом небе между США и Европейским союзом несколько авиакомпаний, в частности Aer Lingus и bmi, выразили интерес к открытию беспосадочных рейсов из Сиэтла в Европу. По словам президента управляющей компании Джона Крейтона, в данное время ведутся переговоры о введении дальнемагистрального беспосадочного маршрута, связывающего Сиэтл с Шанхаем.
Британская авиакомпания Virgin Atlantic заявила о планах по открытию регулярных рейсов между Сиэтлом и другими крупными аэропортами по всему миру после поступления в воздушный флот перевозчика заказанных 15 лайнеров Boeing 787-9.
Австралийская V Australia получила от Министерства транспорта США разрешение на выполнение регулярных пассажирских перевозок между хабом авиакомпании в Международном аэропорту Сиднея и Международным аэропортом Сиэтл/Такома.
В Сиэтл планирует прийти и Emirates Airline. По сообщению пресс-службы авиакомпании перевозчик намерен открыть беспосадочные рейсы в Международный аэропорт Дубай на новых лайнерах Boeing 787.
Японская авиакомпания All Nippon Airways (ANA) также рассматривает возможность запуска регулярных маршрутов в Сиэтл из Международного аэропорта Нагоя на самолётах Boeing 787. Наряду с этим компания планирует открыть ряд других маршрутов: из Нагои в Лос-Анджелес и из Токио в Бостон, Денвер и Майами.

### Отношения с Southwest Airlines

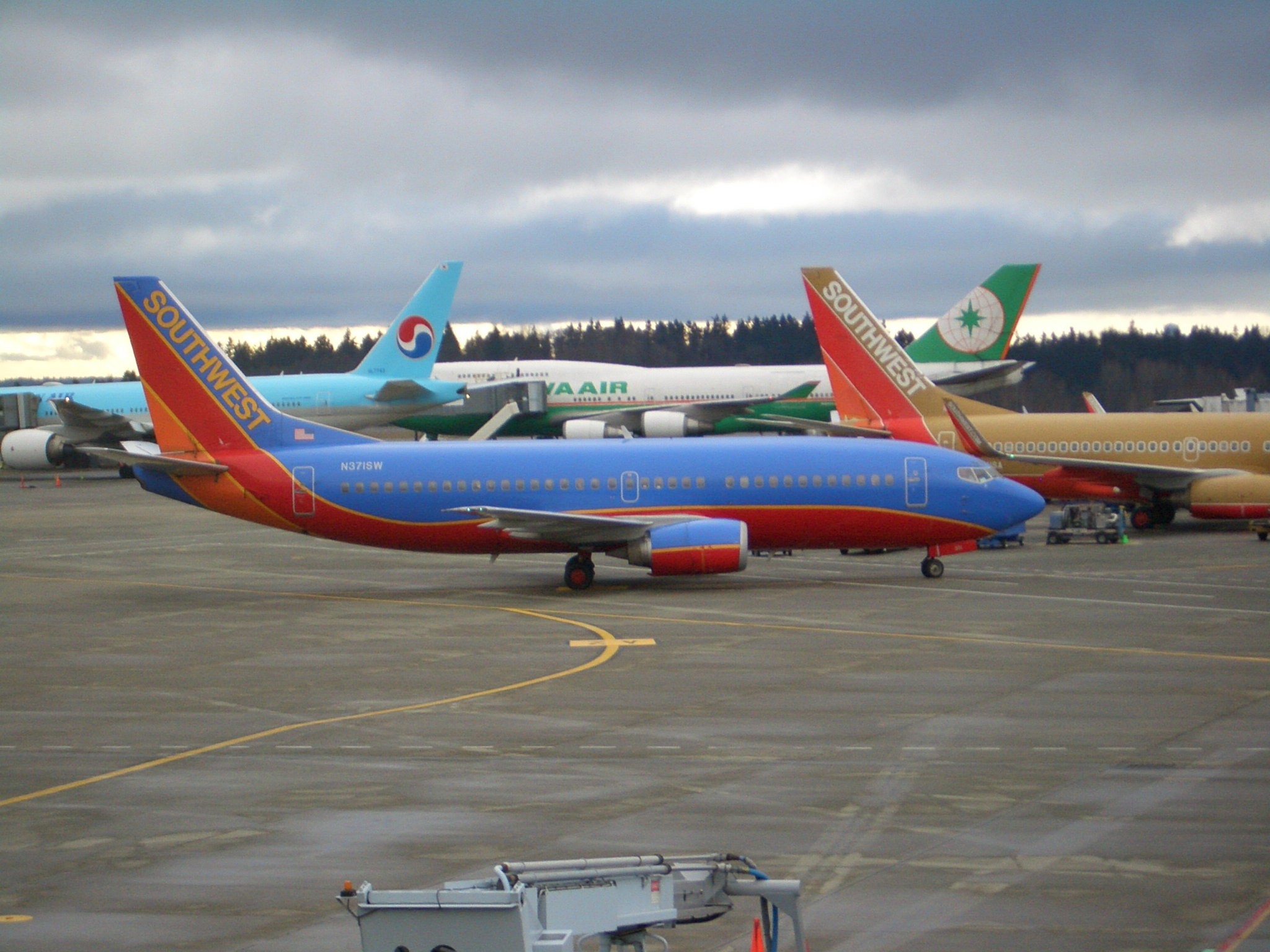
Самолёты авиакомпаний Southwest Airlines, EVA Air и Korean Air в Международном аэропорту Сиэтл/Такома

В 2005 году крупнейшая бюджетная авиакомпания Southwest Airlines заявила о планируемом переносе всех собственных рейсов из Международного аэропорта Сиэтл/Такома в соседний аэропорт «Боинг-Филд», ссылаясь на высокие тарифы по обслуживанию воздушных судов в Сиэтле. Дискаунтер, однако, столкнулся с рядом серьёзных проблем. Во-первых, согласно положениям антимонопольного законодательства США, при приёме на обслуживание Southwest Airlines аэропорт Боинг-Филд был бы обязан обеспечить аналогичные условия и расценки для других авиаперевозчиков, что при существующей инфраструктуре (и в первую очередь, при наличии всего лишь одной взлётно-посадочной полосы) привело бы к ежедневному трафику, существенно превышающему технические возможности аэропорта («Боинг-Филд» имеет вторую полосу небольших размеров, используемую только для авиации общего назначения). Несмотря на готовность Southwest Airlines профинансировать капитальный ремонт пассажирского терминала «Боинг-Филд» и строительство ещё одной взлётно-посадочной полосы, вторая проблема оказалась принципиально нерешаемой и заключалась в отсутствии транспортной инфраструктуры, способной обеспечить необходимые сервис и пропускную способность больших объёмов наземных пассажирских перевозок к терминалам аэропорта «Боинг-Филд». В итоге, масштабный план Southwest Airlines был заморожен на неопределённое время. Кроме того, эксперты выражают опасения, что немалые расценки Международного аэропорта Сиэтл/Такома на операционное обслуживание авиакомпаний могут вырасти ещё больше, если ряд перевозчиков перенесёт свои рейсы в соседний аэропорт.

## Терминалы, авиакомпании и пункты назначения

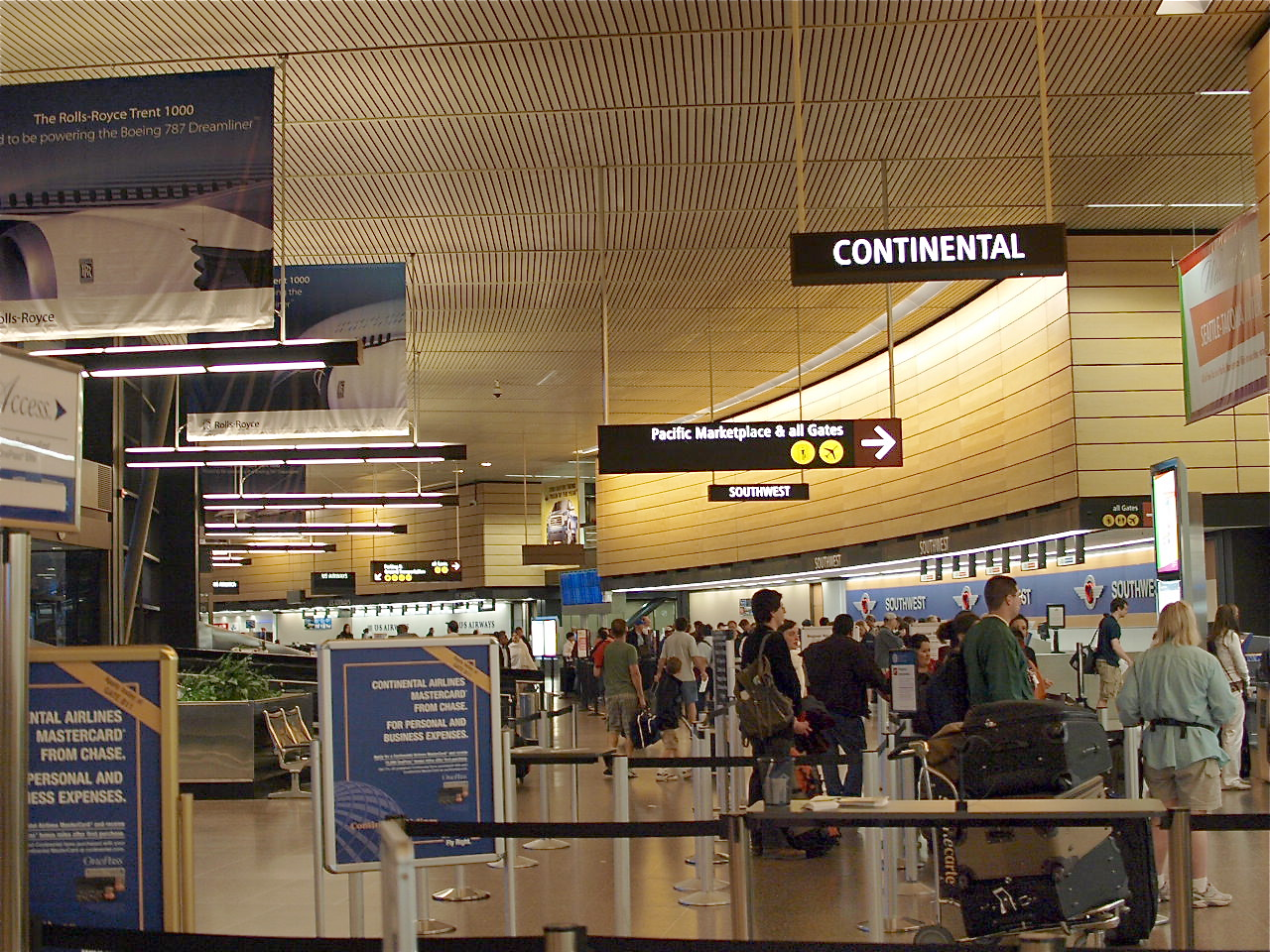
Стойки регистрации авиакомпании Continental Airlines и Southwest Airlines в здании главного терминала аэропорта

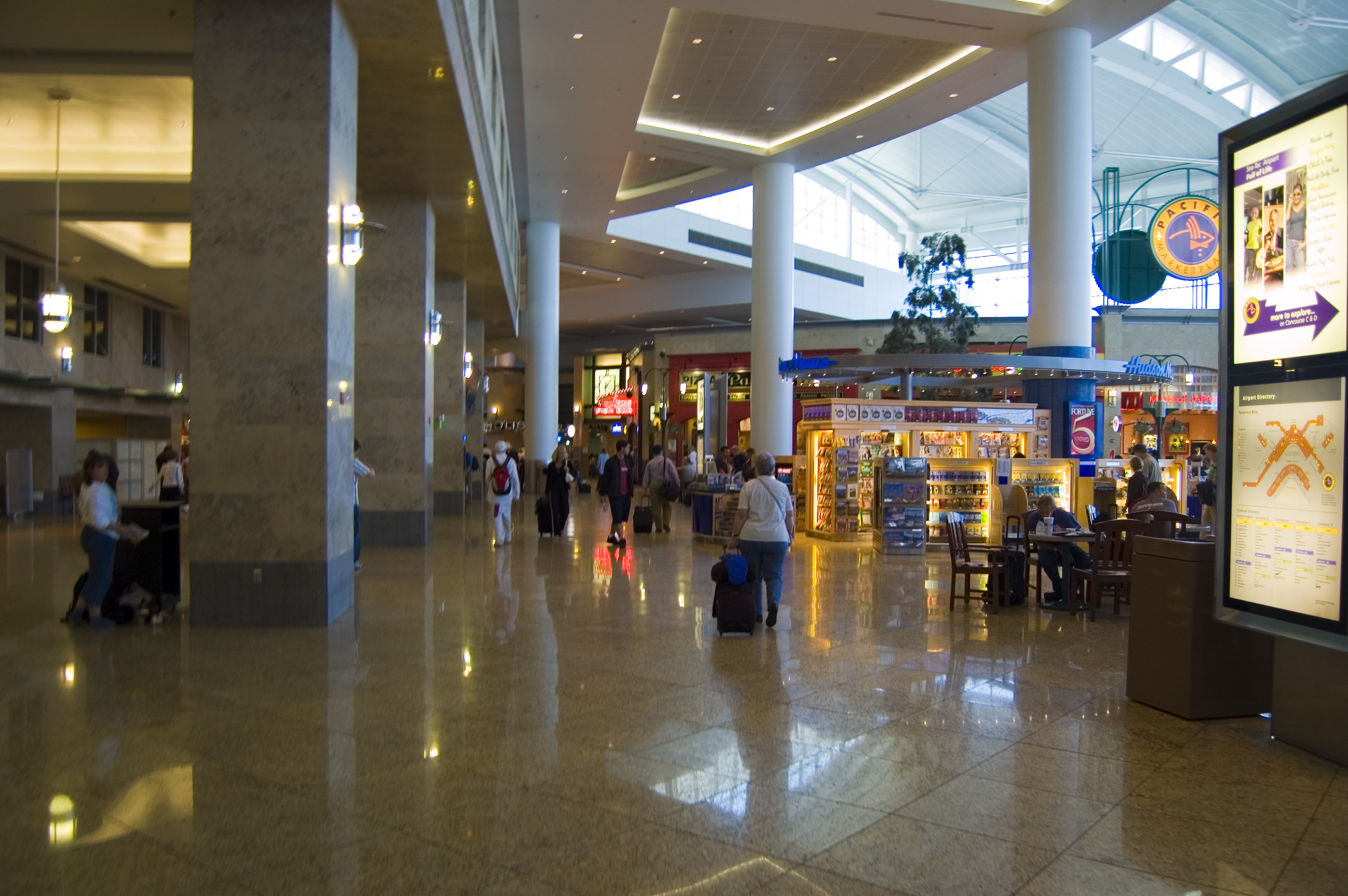
Торговая зона главного терминала аэропорта

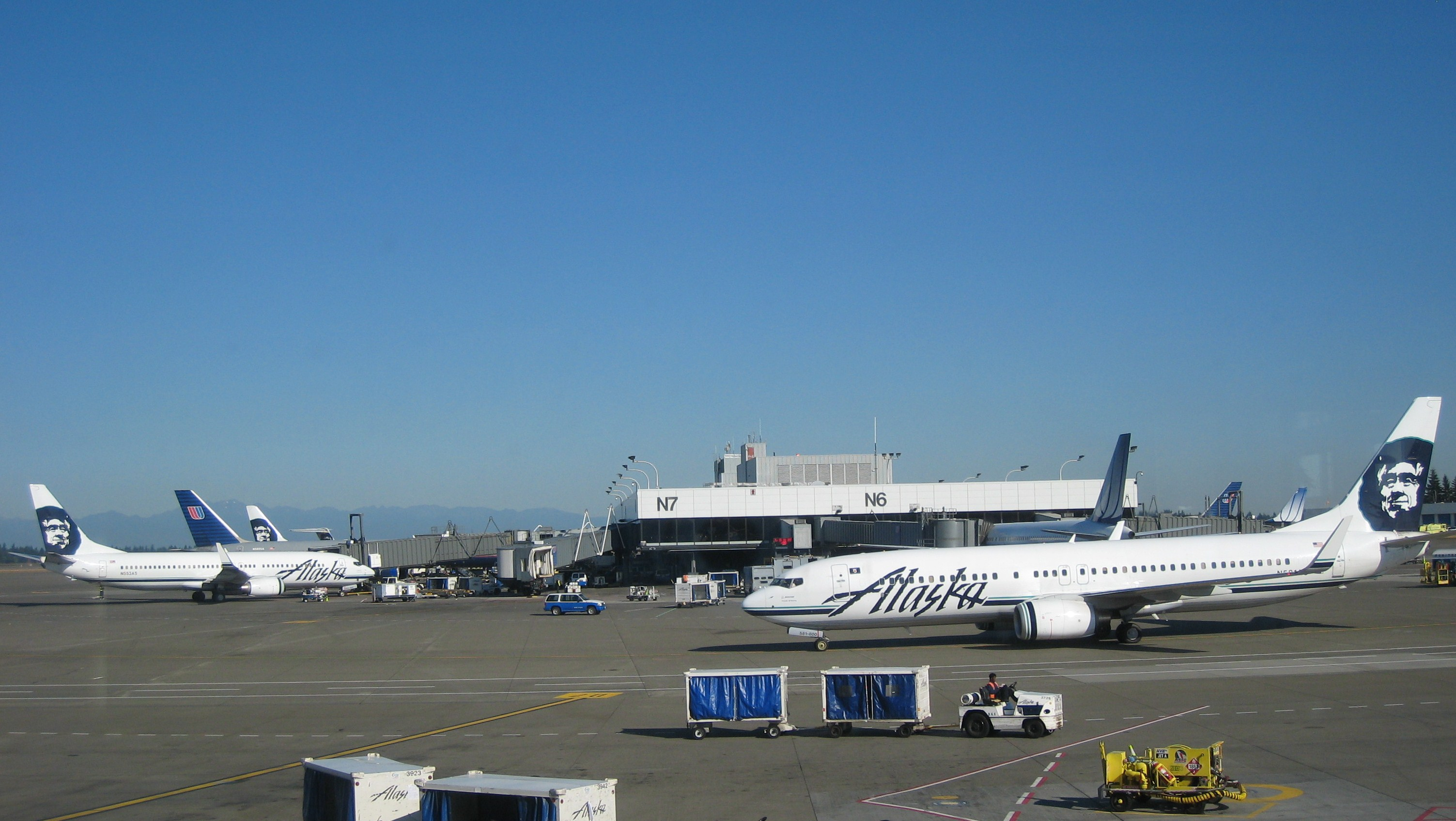
Самолёты Alaska Airlines и United Airlines у Северного терминала аэропорта

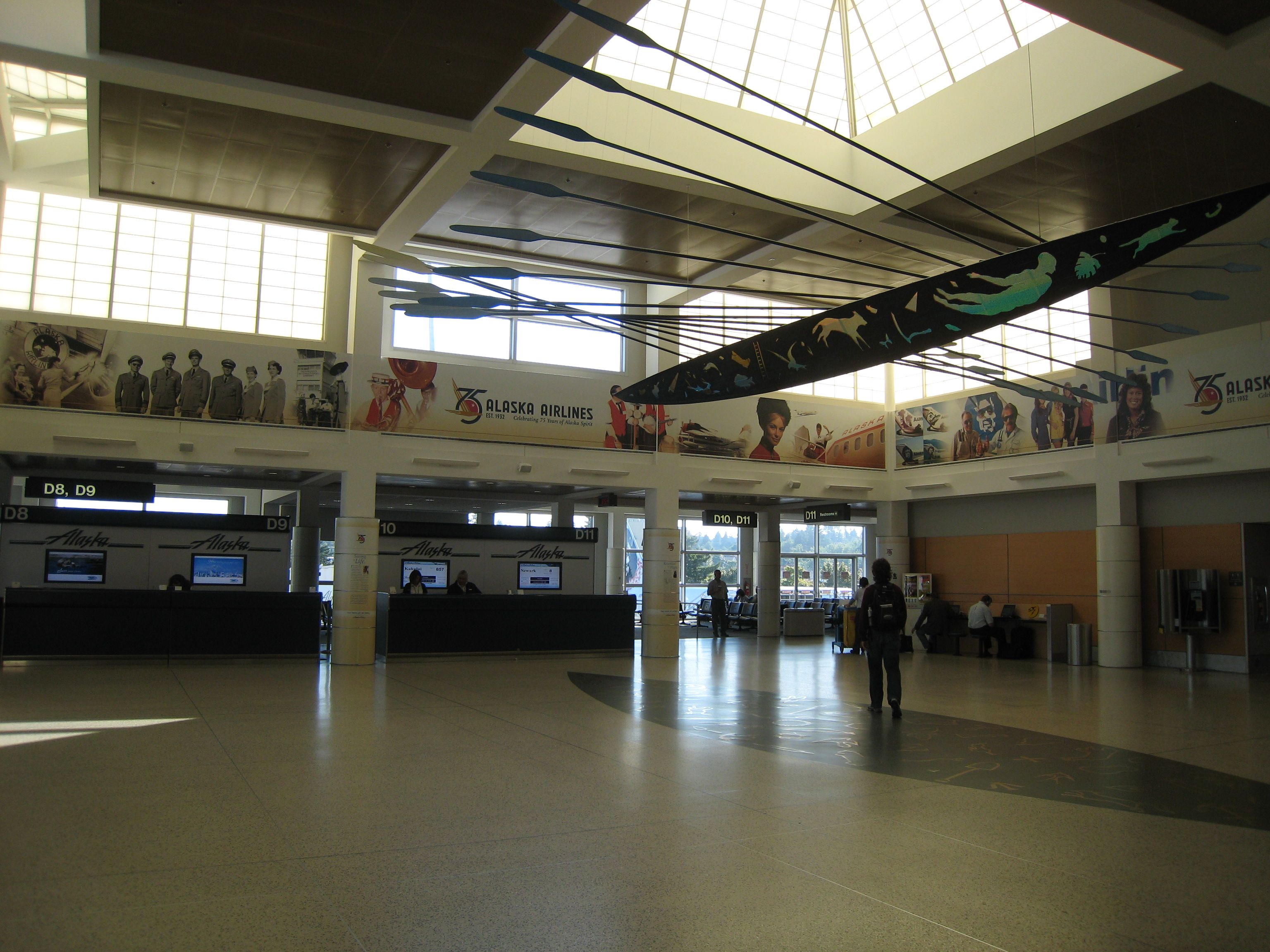
Конкорс D, рядом с гейтами D10 и D11 авиакомпании Alaska Airlines

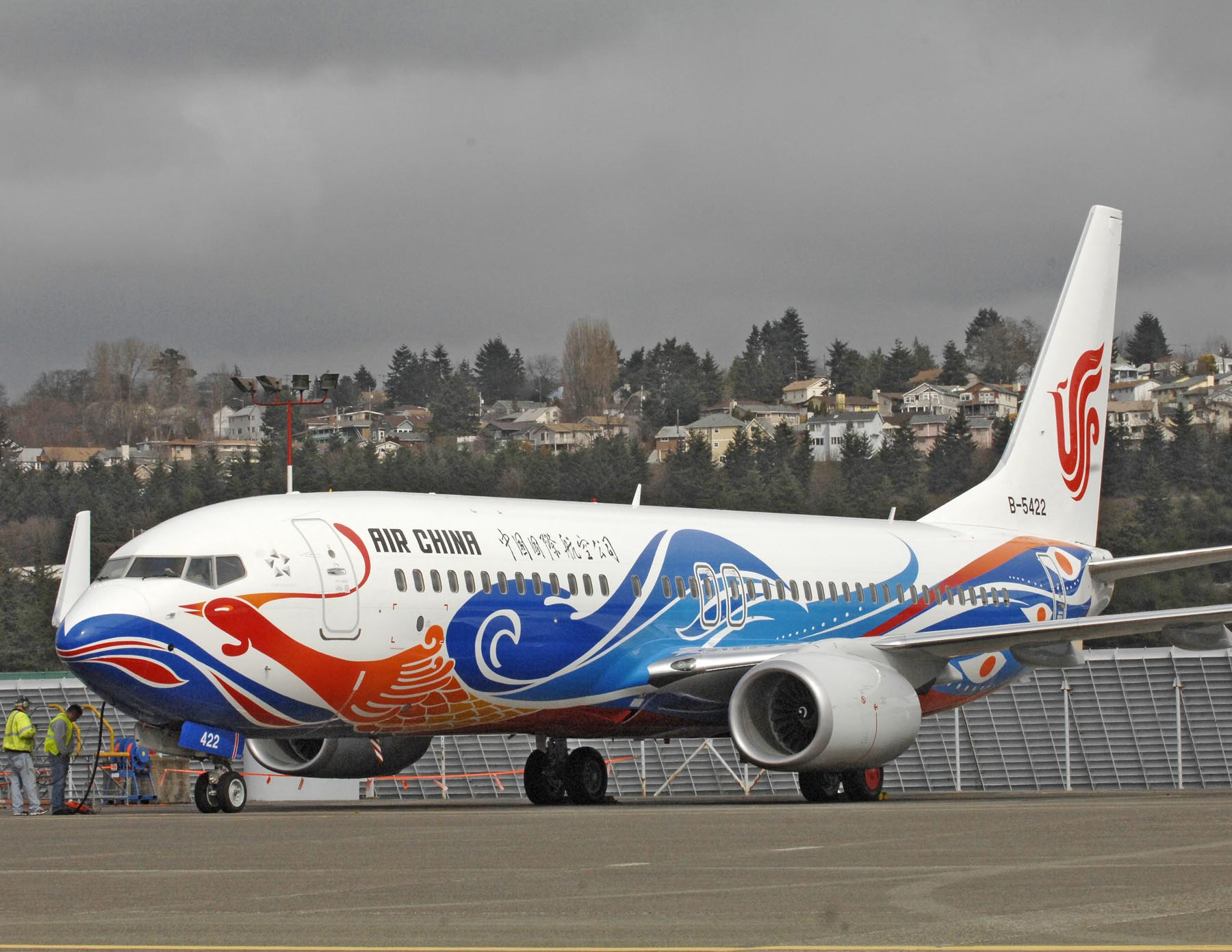
Boeing 737—800 авиакомпании Air China

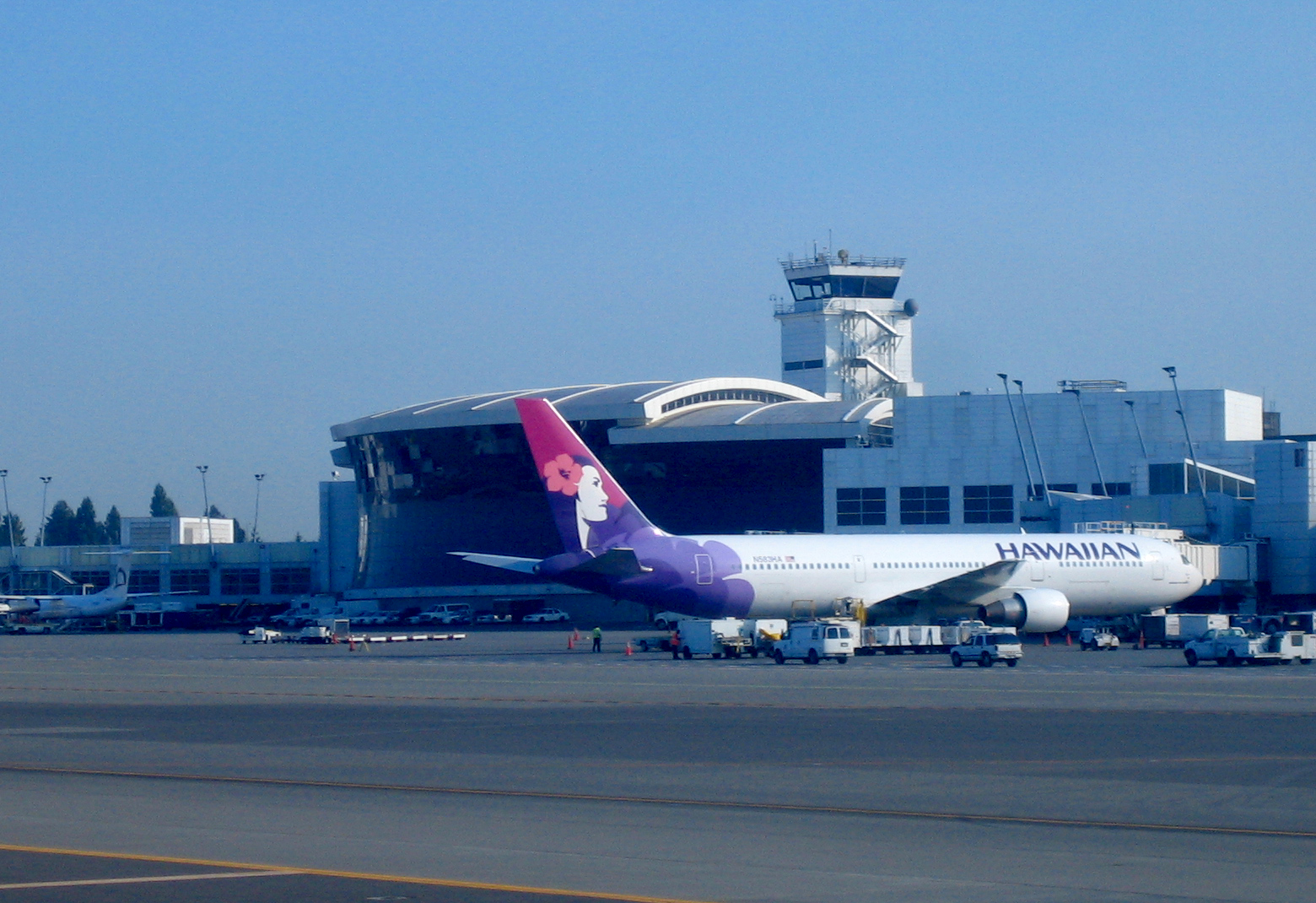
Boeing 767-300 авиакомпании Hawaiian Airlines у гейта Международного аэропорта Сиэтл/Такома

Международный аэропорт Сиэтл/Такома эксплуатирует здание Центрального пассажирского терминала, построенного по проекту фирмы Fentress Architects, с четырьями конкорсами A, B, C, D и двумя дополнительными терминалами (Северным и Южным). Оба дополнительных терминала соединены с Центральным посредством системы Satellite Transit System транзита пассажиров проекта фирмы Bombardier. В здание аэропорта имеются три входа с контролем безопасности на каждом из них. После входа в здание аэровокзала пассажиры получают свободный доступ ко всем выходам на посадку (гейтам).
Центральный терминал
- Конкорс A: 14 гейтов с номерами A1-A14
- Конкорс B: 13 гейтов с номерами B1, B3-B12, B14 и B15[16]
- Конкорс C:
  - 13 гейтов с номерами C1, C3, C8-C12, C14-C18 и C20[17]
  - 12 гейтов-переходов с номерами C2B-C2H и C2J-C2M
- Конкорс D: 12 гейтов с номерами D1-D12[18]

Северный терминал
- 14 гейтов с номерами N1-N3 и N6-N16

Южный терминал
- 13 гейтов с номерами S1-S12 и S15
- 4 гейтов-переходов с номерами S16A-S16D.

Примечание: Все прибывающие международные рейсы (за исключением рейсов из аэропортов с предварительным таможенным контролем США) обслуживаются в Южном терминале. Отправление этих же рейсов может осуществляться из любого пассажирского терминала аэропорта.

## Статистика
| Место | Город                | Годовой пассажирский трафик (2009 год) | Крупнейшие перевозчики                                                  |
| ----- | -------------------- | -------------------------------------- | ----------------------------------------------------------------------- |
| 1     | Лос-Анджелес         | 744 000                                | Alaska Airlines, Horizon Air, United Airlines, Virgin America           |
| 2     | Сан-Франциско        | 719 000                                | Alaska Airlines, United Airlines, Virgin America                        |
| 3     | Анкоридж             | 681 000                                | Alaska Airlines, Continental Airlines                                   |
| 4     | Денвер               | 650 000                                | Alaska Airlines, Frontier Airlines, Southwest Airlines, United Airlines |
| 5     | Чикаго               | 589 000                                | Alaska Airlines, American Airlines, United Airlines                     |
| 6     | Финикс               | 550 000                                | Alaska Airlines, Southwest Airlines, US Airways                         |
| 7     | Лас-Вегас            | 540 000                                | Alaska Airlines, Southwest Airlines, US Airways                         |
| 8     | Миннеаполис/Сент-Пол | 519 000                                | Alaska Airlines, Delta Air Lines, Sun Country Airlines                  |
| 9     | Спокан               | 503 000                                | Alaska Airlines, Horizon Air, Southwest Airlines, United Airlines       |
| 10    | Даллас/Форт-Уэрт     | 484 000                                | Alaska Airlines, American Airlines                                      |

## Рейсы аэротакси
- Kenmore Air

### Грузовые авиакомпании
- ABX Air
- Air Canada
- Air France Cargo
- Airtran Airways
- Alaska Air Cargo
- American Airlines
- Aeromexico Cargo
- Asiana Cargo
- British Airways Cargo
- Condor Air Cargo
- Continental Airlines
- Cargolux
- China Airlines Cargo
- Delta Air Cargo
- Eva Air Cargo
- Evergreen International Airlines
- FedEx Express
- Frontier Airlines
- Hainan Airlines Cargo
- Hawaiian Airlines
- Iceland AIr Cargo
- Jetblue Airlines
- Korean Air Cargo
- Lufthansa Cargo
- Martinair Cargo
- Southwest Airlines
- Sun County Airlines
- United Airlines
- US Airways
- Virgin America

## Авиапроисшествия и несчастные случаи
- 30 ноября 1947 года самолёт Douglas C-54A (регистрационный номер NC91009) авиакомпании Alaska Airlines, следовавший регулярным рейсом 009 Анкоридж—Якутат—Сиэтл после попытки совершить посадку в аэропорту Сиэтла вследствие плохой видимости был вынужден уйти на второй круг. На втором заходе лайнер приземлился в 820 метрах до начала взлётно-посадочной полосы, проехал по ней, вышел за пределы ВПП и, задев проезжающую по автотрассе машину, свалился в кювет и загорелся. Погибли 8 человек из 28 находившихся на борту самолёта и водитель автомобиля. Причиной авиакатастрофы определена ошибка пилота[21].
- 24 ноября 1971 года. Самолёт Boeing 727 авиакомпании Northwest Airlines, следовавший рейсом 305 из Сиэтла в Международный аэропорт Портленда был захвачен Дэном Купером. Преступник получил 200 тысяч долларов наличными, отпустил пассажиров, заставил экипаж самолёта взлететь и выпрыгнул с парашютом в 50 километрах от Портленда.
- 15 апреля 1988 года, рейс 2658 Сиэтл-Спокан авиакомпании Horizon Air, самолёт de Havilland Dash 8-100 (регистрационный номер N819PH). После взлёта из Международного аэропорта Сиэтл/Такома вследствие производственного дефекта произошло возгорание второго двигателя (правая сторона) самолёта. При попытке совершить аварийную посадку в аэропорту Сиэтла лайнер совершил грубую посадку на рулёжные дорожки B7 и B9 и был почти полностью разрушен. Несмотря на крайне тяжёлые повреждения самолёта из 37 пассажиров и трёх членов экипажа никто не погиб, четвёро человек получили серьёзные травмы[22][23].
- 23 мая 1990 года. В кабине самолёта Fairchild Metroliner III авиакомпании Horizon Air, совершавшего регулярный рейс из Портленда в Сиэтл, вылетел пассажирский иллюминатор. Инцидент произошёл на высоте 4300 метров над городом Олимпия, штат Вашингтон. Самолёт произвёл посадку в аэропорту Сиэтла, одного пассажира (который частично был вытянут декомпрессией в иллюминатор) пришлось доставить в местную больницу с незначительными травмами[24][25].
- 26 декабря 2005 года, самолёт MD-83 авиакомпании Alaska Airlines, следовавший регулярным рейсом 536 из Сиэтла в Бербанк (Калифорния) был вынужден вернуться в Международный аэропорт Сиэтл/Такома и произвести аварийную посадку. Причиной инцидента стало образовавшееся отверстие в фюзеляже, в результате чего самолёт потерял давление внутри салона. О пострадавших не сообщалось. По словам пресс-секретаря Национального агентства безопасности на транспорте Джима Страсакера, повреждение фюзеляжу самолёта причинили грузчики аэропорта Сиэтла, перегружавшими багаж пассажиров у гейта аэровокзала[26][27].
- 29 апреля 2009 года, самолёт Boeing 777 авиакомпании Asiana Airlines, рейс 271 Международный аэропорт Сиэтл/Такома — Международный аэропорт Инчхон. Вскоре после взлёта экипаж сообщил о пожаре в левом двигателе. Пилоты сбросили часть топлива над Пьюджет-Саунд и благополучно посадили лайнер в аэропорту Сиэтла. На борту находилось 179 пассажиров и 16 членов экипажа, о пострадавших в результате инцидента не сообщалось[28].